# Bare-Knuckle
Der Begriff Bare-Knuckle (bloßfäustig, wörtlich: bloßer Fingerknöchel) stammt aus dem Boxsport. Es beschreibt im Boxsport das Kämpfen ohne Boxhandschuhe. Boxkämpfe mit der bloßen Faust bergen ein höheres Verletzungsrisiko als Boxkämpfe mit Boxhandschuhen, da sowohl Faust als auch das Ziel des Faustschlags ohne Polster aufeinandertreffen. Boxkämpfe mit bloßer Faust sind kein Teil des heutigen Boxsportes mehr.

## Geschichte
Den Faustkampf mit bloßen Fingerknöcheln gab es schon im Altertum. Er wurde nachweislich in Griechenland, Vorderasien und Afrika (Ägypten, Nubien usw.) ausgeübt. Bevor sich mit den Queensberry-Regeln das Tragen von Boxhandschuhen durchgesetzt hatte, wurde im professionellen Boxsport meistens mit den bloßen Fäusten (bare-knuckle) oder Bandagen geboxt.

## Geschichte in den Vereinigten Staaten
Preiskämpfe hatte es im kolonialen Amerika zu jeder Zeit gegeben, waren aber brutaler Natur und wurden durch keinen Verband geregelt. Deswegen wird der Kampf zwischen Jacob Hyer und Tom Beasley 1816 als erster amerikanischer Boxkampf angesehen. Er fand mit bloßen Fäusten und lange vor der Etablierung der Queensberry-Regeln statt. Dieser urbane Sport wuchs in der Sporthauptstadt New York City und den restlichen Vereinigten Staaten stetig bis in die 1840er Jahre und ab 1850 durch Einwanderung und den Beginn des modernen politischen Systems explosiv.
Anfänglich wurde Pugilismus mit dem Aufkommen der Sporthallen verbunden. Sparring fand dort mit Boxhandschuhen statt. Es kam aber gleichzeitig eine begrenzte Anzahl an Bare-Knuckle-Preiskämpfen auf, die sich durch eine zunehmende Regelwut auszeichneten. Erster Schwergewichtsmeister wurde 1841 Tom Hyer, Jacob Hyers Sohn, im Kampf gegen Country McCleester und ein Jahr später starb Thomas McCoy in einem Kampf gegen Christopher Lilly in der 120. Runde nach 2:40 Stunden. Eine Runde ging damals bis zu einem Niederschlag und man hatte dreißig Sekunden, um zur nächsten Runde anzutreten. Mit McCoy und Lilly trafen zwei unterschiedliche New Yorker Schulen aufeinander, die nationalistische Untertöne in den Sport brachten, denn McCoy war Ire und Lilly Engländer. Im Zuge der dem Tod McCoys folgenden Kritik, die auch die Kreise berührte, in denen Boxen gedieh, nahm die Zahl hochwertiger Kämpfe ab, bis 1848 Tom Hyer und James „Yankee“ Sullivan (geboren 1813 in Irland) einen Schwergewichtskampf für 1849 in Baltimore ankündigten. Die beiden hatten sich in einem New Yorker Saloon getroffen, gerieten in Streit und vereinbarten einen mit 5000 Dollar dotierten Preiskampf, der ein halbes Jahr lang Stadtgespräch werden sollte und zu Rekordwettsummen führte. Die Kombattanten standen nicht nur für unterschiedliche gesellschaftliche Klassen, sondern auch für unterschiedliche Nationen: den in New York geborenen Amerikaner Hyer und den Iren Sullivan. In einem späteren Kampf galt Sullivan in der Öffentlichkeit dann aber wieder als Amerikaner und selbstverständlich könnte ein Ire in einem internationalen Wettkampf auch problemlos die USA vertreten.

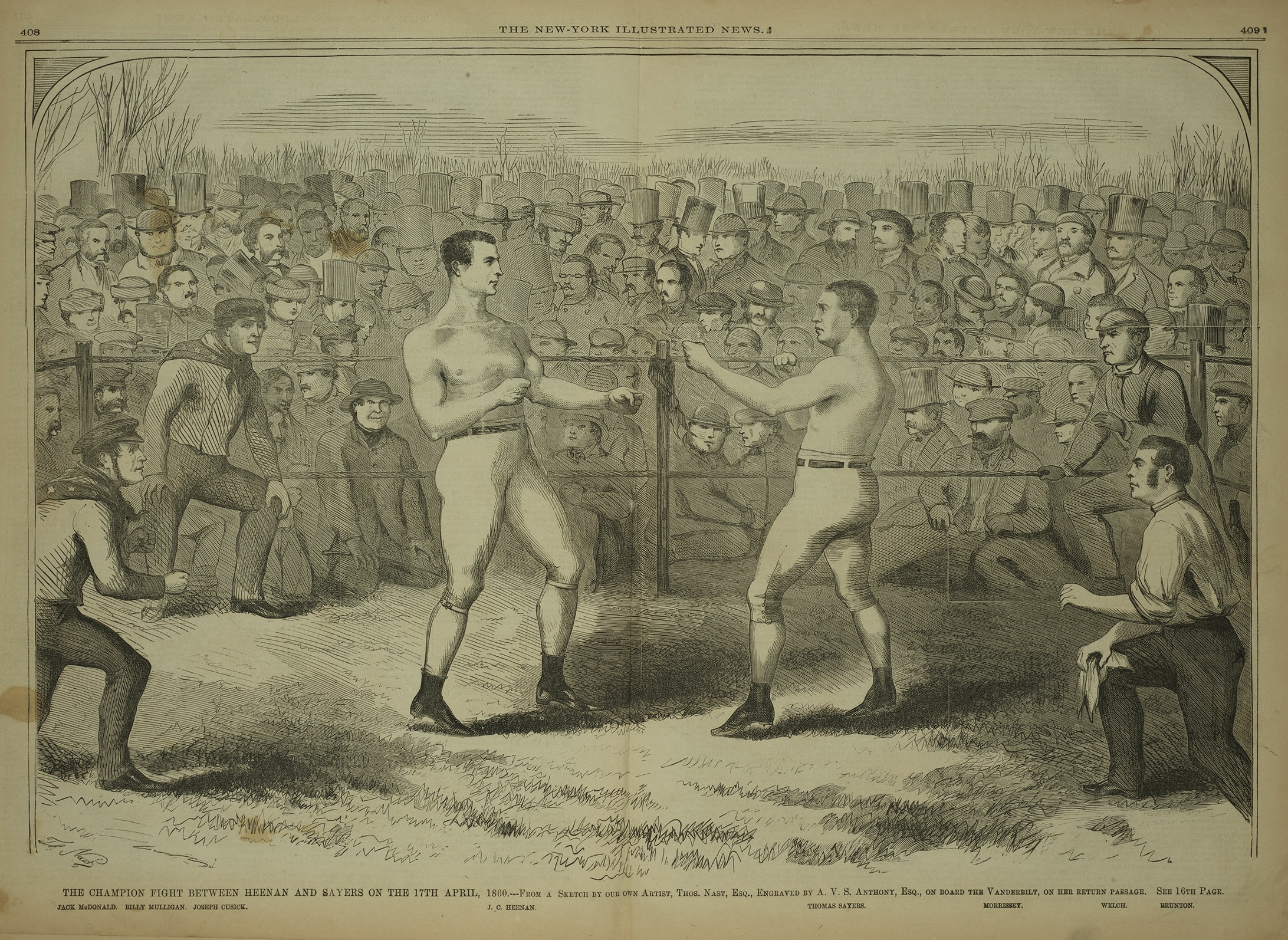
Der Meisterschaftskampf zwischen Heenan und Sayers am 17. April 1860 nach der Skizze eines Zeichners der New York Illustrated News

Dieser Kampf, den Hyer in 16 Runden und wenig mehr als 17 Minuten gewann, katapultierte den Pugilismus in das Blickfeld der Öffentlichkeit und sorgte für seinen rasanten Aufstieg und den Umzug der Arenen von Tavernen in die Theater. Bei einem Eintritt von bis zu einem Dollar bestand das Publikum mehrheitlich aus Angehörigen der Junggesellenkultur, die der Unterschicht entsprangen, jedoch Geld zur Verfügung hatten. 1860 kam es zum ersten internationalen Schwergewichtskampf zwischen John Camel Heenan und dem englischen Titelträger Tom Sayers. Trotz aller Kritik durch die Zeitungen überwog der Nationalstolz, so dass Korrespondenten nach England entsandt wurden, denn die fortwährende britische Kritik am Fitnesszustand der Amerikaner schmerzte. Heenan brach Sayers’ Arm früh, während dieser Heenan Cuts über dem Auge beibrachte, bis in der 37. Runde die Ringseile gekappt wurden und die Polizei den Kampf unterband. Beide Nationen reklamierten den Sieg für ihren eigenen Champion. Die Amerikaner warfen den Engländern später vor, ihr Fairplay nur sich selbst zu gewähren und eine Menge von 50.000 zollte Heenan nach seiner Rückkehr Tribut.
Die Mehrzahl der New Yorker Boxer zwischen 1840 und 1860 kam aus der Unterschicht oder der unteren Mittelschicht und bestand nahezu ausschließlich aus Einwanderern. Die überwiegende Mehrheit war irisch, ungefähr ein Fünftel englisch und fünf von acht Amerikanern waren Söhne von Einwanderern und ein weiterer ein Afroamerikaner. Auch wenn die Bezahlung ein Anreiz gewesen sein mag, spielten häufig persönliche, ethnische und politische Animositäten eine Rolle. Selbst die bekanntesten Kämpfer stiegen selten öfters als fünfmal in ihrem Leben in den Ring. Die Zeitungen jener Zeit verteufelten das Bare-Knuckle-Boxing zu gleichen Teilen wegen seiner Brutalität und seiner Verflechtung mit der Politik, denn in den frühen 1820er Jahren war Tammany Hall die Vorreiterin in der Demokratisierung politischer Prozesse und der Entwicklung des modernen Parteiensystems. Mit dem Anstieg der Einwanderung suchten die Politiker der Tammany Hall aktiv die Stimmen jener Einwanderer und damit auch der Gangs of New York.
Captain Isaiah Rynders, der Tammany Boss von Ward 6 (zwischen Broadway und Bowery sowie Chatham Street und Canal Street), gründete 1843 den Empire Club, das Zentrum und die Infobörse aller politisch relevanten Gangaktivitäten. Es wird angenommen, dass 1855 an die 30000 Männer unter dem Kommando der Gangs gestanden haben müssen. Diese Unterstützer waren in erster Linie Tammany Hall verbunden, doch auch die Demokratische Partei, die Nativisten und selbst Whigs und Republikaner hatten ihre Schulterklopfer. Während die Boxer John Morrissey und Country McCleester Mitglieder des Empire Club waren, gehörten Tom Hyer und Bill Harrington, eine führende Figur der New Yorker Sportszene, den Bowery Boys an und wurden mit der Nativistischen Partei in Verbindung gebracht. Viele Kämpfe symbolisierten oder resultierten gar aus diesen politischen und ethnischen Differenzen. Das neue politische System förderte und hegte indes die Umwelt dieser Pugilisten und gewählte Politiker waren indirekt Patrone des Sports. Sie gaben Kämpfern Jobs als Boten, Kneipiers und Rausschmeißer. Dan Kerrigan erhielt sogar eine Anstellung als Polizist bei den Docks. Die Kämpfer dieser Gangs hatten großen Einfluss in ihren Wards, in denen Gewalt alltäglich war und Politiker hofierten sie selbstverständlich, um sich Stimmen und Saalschutz zu sichern. Als „Butcher“ Billy Poole von den Bowery Boys von einem Mitglied von Rynders’ Gang erschossen wurde, sagte er auf seinem Totenbett: „Good-bye boys, I die a true American“. Sein Trauerzug deutete an, dass er nicht allein in Einwandererkreisen Einfluss hatte.
Nach Baseball nahm Boxen den weitaus größten Teil der Sportberichterstattung zwischen 1840 und 1870 ein. In erster Linie natürlich durch Kritik, doch nach dem Bürgerkrieg wurde Boxen zugestanden, wenigstens im Training den Körper zu stählen und das Messer in den alltäglichen Auseinandersetzungen zu bannen.

## Wettkampf
In vielen Ländern können Wettkämpfe nicht mehr legal ausgetragen werden, da die Verletzungsgefahr sehr hoch ist. Jedoch werden die Kämpfe oft illegal im Untergrund durchgeführt, z. B. in Großbritannien, Irland, USA, Deutschland und Polen. Im Zuge der steigenden Popularität von Mixed Martial Arts stieg auch das Interesse an professionellen Bare-Knuckle Meisterschaften. Am 2. Juni 2018 fand in Cheyenne, Wyoming, USA unter dem Namen Bare Knuckle Fighting Championship die erste legale Meisterschaft der USA seit 130 Jahren statt.
In Südafrika ist eine Variante als Musangwe bekannt, deren Wurzeln in Traditionen der dort lebenden Hirten zu finden ist.

## Filme mit Darstellungen von Boxkämpfen mit der bloßen Faust
- In der Komödie Snatch – Schweine und Diamanten des Regisseurs Guy Ritchie spielt Brad Pitt einen Bare-Knuckle-Boxer alias One-Punch Mickey, der seine Gegner – sehr zum Missfallen eines Gangsterbosses – mit nur einem Schlag in den K. o. befördert.
- Im Thriller Fight Club (ebenfalls mit Brad Pitt und mit Edward Norton) dreht es sich um Bare-Knuckle-Kämpfe, wobei hier der Aggressionsabbau und der Kick im Vordergrund stehen.
- Im Film In einem fernen Land schlägt sich ein irischer Auswanderer (gespielt von Tom Cruise) nach seiner Ankunft in den USA mit Bare-Knuckle-Kämpfen durch.
- Im Actionfilm Hard Times („Ein stahlharter Mann“) von 1975 spielt Charles Bronson einen Boxer in den 30er Jahren zur Zeit der großen Depression, der sich mit zahlreichen illegalen Bare-Knuckle-Kämpfen ein Zubrot verdient. Dieser Film zeigt die Welt des Boxens ohne Faustschützer von seiner authentischsten Seite.
- In der Fernsehserie Highlander sieht man in der Folge Tod eines Boxers einen Bare-Knuckle-Kampf von Duncan MacLeod, gespielt von Adrian Paul.
- Im Gangster-Epos Gangs of New York mit Leonardo DiCaprio sind ebenfalls mehrere Bare-Knuckle-Boxkämpfe zu sehen.
- Im irischen Film Strength and Honour aus dem Jahre 2007 nimmt ein Vater an Bare-Knuckle-Meisterschaften teil, um die medizinische Behandlung seines Sohnes bezahlen zu können.
- Im Action-Drama Fighting aus dem Jahre 2009 kämpft Channing Tatum mit seiner Teilnahme an illegalen Bare-Knuckle-Turnieren ums nackte Überleben.
- In Der Mann aus San Fernando und dessen Fortsetzung Mit Vollgas nach San Fernando mit Clint Eastwood finden etliche Bare-Knuckle-Kämpfe statt.

Außerdem gibt es vom TV-Sender Arte eine Dokumentation von 2007 über den „Musangwe Fight Club“ in Südafrika.